# Маунт-Ройал
Ма́унт-Ро́йал (англ. Mount Royal) — микрорайон в Калгари (Альберта), который делится на два подрайона: Верхний Маунт-Ройал (южная часть) и Нижний Маунт-Ройал (северная часть на ровной местности),— которые отделены друг от друга крутым откосом, расположенным вдоль Кэмерон и Ройал-авеню с востока на запад. В Верхнем Маунт-Ройале разработан план перепланировки и новой застройки.
Верхний Маунт-Ройал (наряду с Элбоу-Парком) является одним из самых богатых калгарийских микрорайонов, где расположено несколько самых дорогих в городе поместий, основанных почти 100 лет назад. Первоначально это был анклав городской деловой элиты американского происхождения и был известен как Американ-Хилл. В 2001 американские иммигранты по-прежнему составляли 29,2 % его жителей. Это название в конечном счёте было заменено на более «канадское» «Маунт-Ройал». Этот микрорайон расположен в долине реки Элбоу. Его территория на севере ограничена 17-й ЮЗ авеню, а на западе — 14-й ЮЗ улицей.

## Население
В 2006 численность населения Верхнего Маунт-Ройала составляла 2613 человек, а Нижнего Маунт-Ройала — 3288 человек. В Городском совете Калгари их представляет олдермен 8-го района Джон Мар, на провинциальном уровне — депутат законодательного собрания от Калгари-Карри Дейв Тейлор, а на федеральном уровне — член парламента от Центра Калгари Ли Ричардсон.
Медианный семейный доход жителей Верхнего Маунт-Ройала в 2000 находился на уровне 127 135 $, а в Нижнем Маунт-Ройале этот показатель был намного ниже — 35 570 $. Доля жителей Верхнего и Нижнего Маунт-Ройала с низкими доходами составляла 11,7 % и 26,7 %, соответственно. Тогда как большинство зданий в Верхнем Маунт-Ройале (87,2 %) является особняками, в Нижнем Маунт-Ройале 88,7 % жилых зданий представлено кондоминиумами и многоквартирными домами, 77,5 % квартир в которых сдавалось в аренду в 2001.

## Образование
Маунт-Ройал закреплён за начальной школой Эрл-Грей и младшей средней школой Маунт-Ройал.